# Guido Natoli
Guido Natoli (Gioiosa Marea, 2 febbraio 1893 – Messina, 23 ottobre 1966) è stato un politico italiano.

## Biografia
Nobile e proprietario terriero, è stato un importante personaggio della vita economico sociale della provincia di Messina negli anni 1930-1960.
È stato per lungo tempo Consigliere di amministrazione del Banco di Sicilia
Figlio di Giuseppe Natoli e di Francesca Costanzo dei baroni del Mirto. Tenente del 115º Reggimento fanteria durante la prima guerra mondiale, ricevette una medaglia di bronzo al valor militare per una sua azione sull'Isonzo nell'ottobre 1917.
Fu capitano del I Reggimento Lancieri (Palermo)
Negli anni '20 fu presidente dell'Unione agricoltori di Messina.
Nel 1929 fu eletto deputato alla Camera nel Partito Nazionale Fascista e riconfermato nel 1934. 
Nel 1939 fu consigliere nazionale della Camera dei Fasci e delle Corporazioni, fino al 1943.
Si adoperò per la nascita dei consorzi degli agrumicultori e la tutela delle foreste, anche con suoi disegni di legge.